# Ať žijí duchové!
Ať žijí duchové! je československá filmová pohádková komedie, kterou v roce 1977 natočil režisér Oldřich Lipský podle námětu Dalibora Pokorného. Film byl natočen na zřícenině hradu Krakovec, v jeho okolí a v Novém Kníně. Filmový obchod stojí v Mníšku pod Brdy.

## Děj

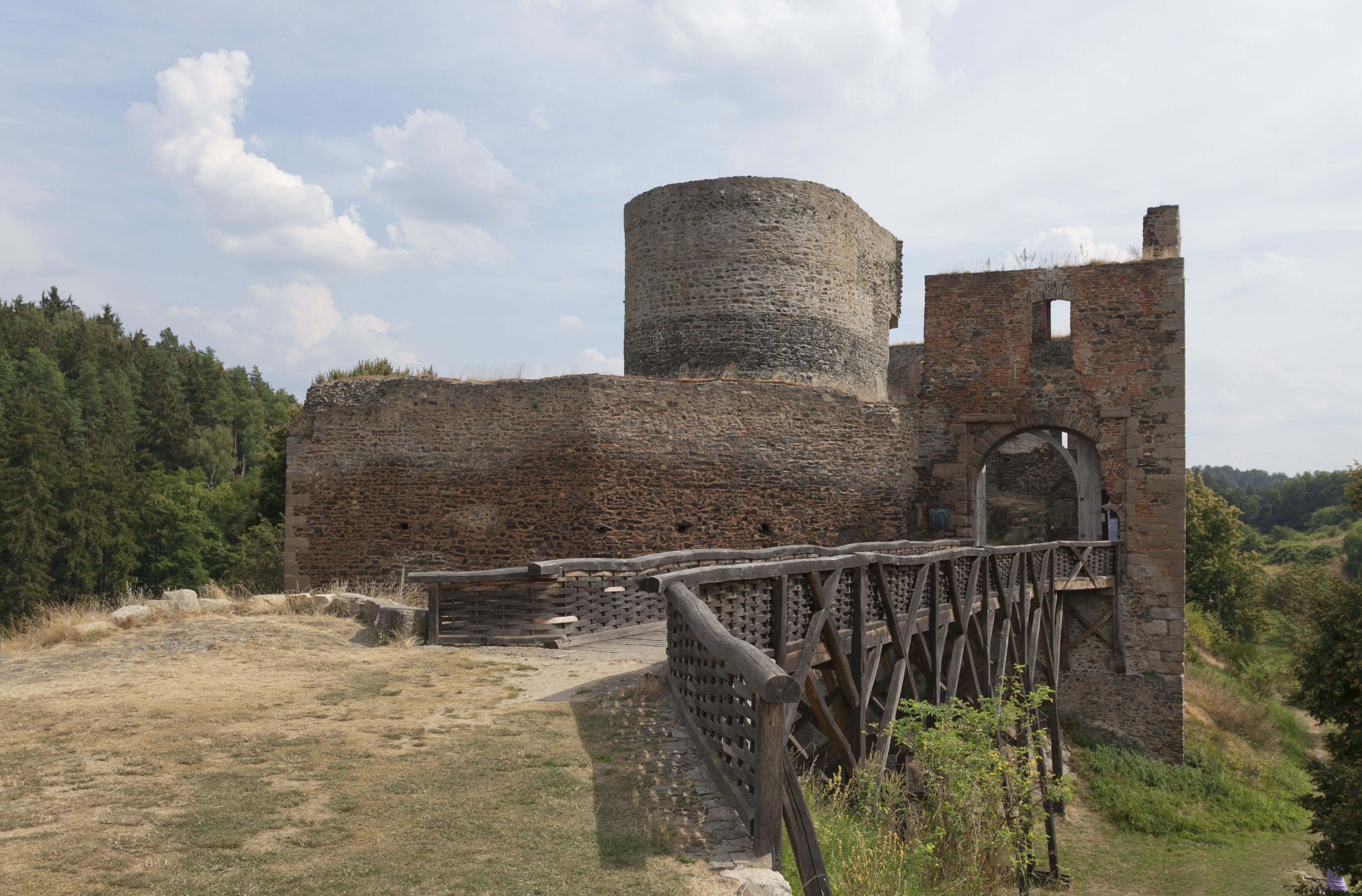
Filmový hrad Brtník je hrad Krakovec

Parta dětí z blízké obce chce mít svoji vlastní klubovnu. Pro svůj záměr si vybere zdejší opuštěný hrad Brtník, který je však spíše zříceninou, na které straší rytíř Vilém z Brtníku (Jiří Sovák) a jeho dcera Leontýnka (Dana Vávrová). O využití hradu má rozhodnout DrPrHrBr (Družstvo Pro Hrad Brtník). Druhou variantou využití je pěstírna žampionů, kterou prosazuje především radní a vedoucí místní samoobsluhy v jedné osobě Jouza (Lubomír Lipský) se svou švagrovou (Věra Tichánková). Nejdříve se místní radní nemohou dohodnout, avšak děti je nakonec přesvědčí, že dokáží hrad opravit. Pomáhá jim rytíř Vilém Brtník z Brtníku svými kouzly a další nadpřirozené bytosti (trpaslíci). Jeho dcera Leontýnka je v závěru příběhu vysvobozena a stane se opět smrtelným člověkem.

## Obsazení
| Dana Vávrová         | Leontýnka z Brtníku             |
| Jiří Sovák           | rytíř Brtník z Brtníku          |
| Lubomír Lipský       | Jouza, vedoucí samoobsluhy      |
| Vlastimil Brodský    | ředitel školy                   |
| Josef Bek            | hajný                           |
| Jiří Bruder          | předseda DrPrHrBr               |
| Věra Tichánková      | Pilátová, zvaná "Černá kronika" |
| Míla Myslíková       | hajná                           |
| Karel Effa           | Mládek                          |
| Stanislava Coufalová | Helenka                         |
| Alena Karešová       |                                 |
| Dagmar Nechlebová    |                                 |
| Vladimír Hrubý       |                                 |
| Jiří Procházka       | Jenda Dlouhý                    |
| Tomáš Holý           | Vendelín Nademlejnský           |
| Adolf Filip          | funkcionář z okresu             |
| Ladislav Šimek       | funkcionář z okresu             |
| Petr Starý           | Pepa Boháček                    |

## Písně z filmu
Ve filmu zazněla řada písní, ty složil Jaroslav Uhlíř a otextoval Zdeněk Svěrák.
- Zavolejte stráže
- Hajný je lesa pán
- Každý den
- V naší ruině straší
- Píseň Leontýnky
- Žampióny
- Skřítkové tesaři (šupy dupy dup)
- Den je slunečný